# Rafael Collado
Rafael Collado est un avocat et homme politique chilien, membre du Front large (FA). Depuis le 1er avril 2025, il est sous-secrétaire d'État à la Sécurité publique.
Avocat et doctorant en droit, il possède une expérience de conseiller juridique privé dans la criminalité. En 2023, il devient Chef juridique et législatif au ministère de l'Intérieur avec Carolina Tohá et mène la création du ministère de la Sécurité publique. Le 1er avril 2025, il est nommé sous-secrétaire d'État à la Sécurité publique.

## Études et parcours professionnel
Rafael Collado est titulaire d'une licence en droit de l'Université du Chili, d'un master avancé en sciences juridiques et d'un doctorat en droit de l'Université Pompeu Fabra de Barcelone. Il s'est spécialisé dans la sécurité publique, le droit pénal et la réglementation antiterroriste.
Rafael Collado exerce comme conseiller stratégique auprès d'entreprises, notamment sur la criminalité, la gestion des conflits d'intérêts et des risques. Son travail comprenait la mise en œuvre de systèmes de prévention des infractions administratives.
Il a également enseigné à l'Université du Chili, à l'Université Alberto Hurtado et à l'Université de Talca, où il a formé des professionnels du droit pénal et des systèmes de sécurité. Il est également l'auteur du livre « Criminal Enterprises » et de plusieurs articles universitaires, et a participé à des projets liés au droit pénal, à la libre concurrence, à l'environnement et aux données personnelles. 

## Parcours politique

### Collaborateur de Carolina Tohá au ministère de l'Intérieur (2023-2025)
En mai 2023, Rafael Collado est nommé Chef juridique et législatif du ministère de l'Intérieur, avec Carolina Tohá. A cette fonction, il a notamment dirigé les projets de loi emblématiques au Congrès comme la création du ministère de la Sécurité publique, la réforme de la loi antiterroriste et la loi sur le renseignement.  

### Sous-secrétaire à la Sécurité publique
Le 1er avril 2025, il est nommé sous-secrétaire d'État à la Sécurité publique. Sa nomination, outre en raison de sa participation à la création du ministère, démontre le souhait du président Gabriel Boric de récupérer un portefeuille clé, puisque Rafael Collado est membre du Front large.